# Gavroche

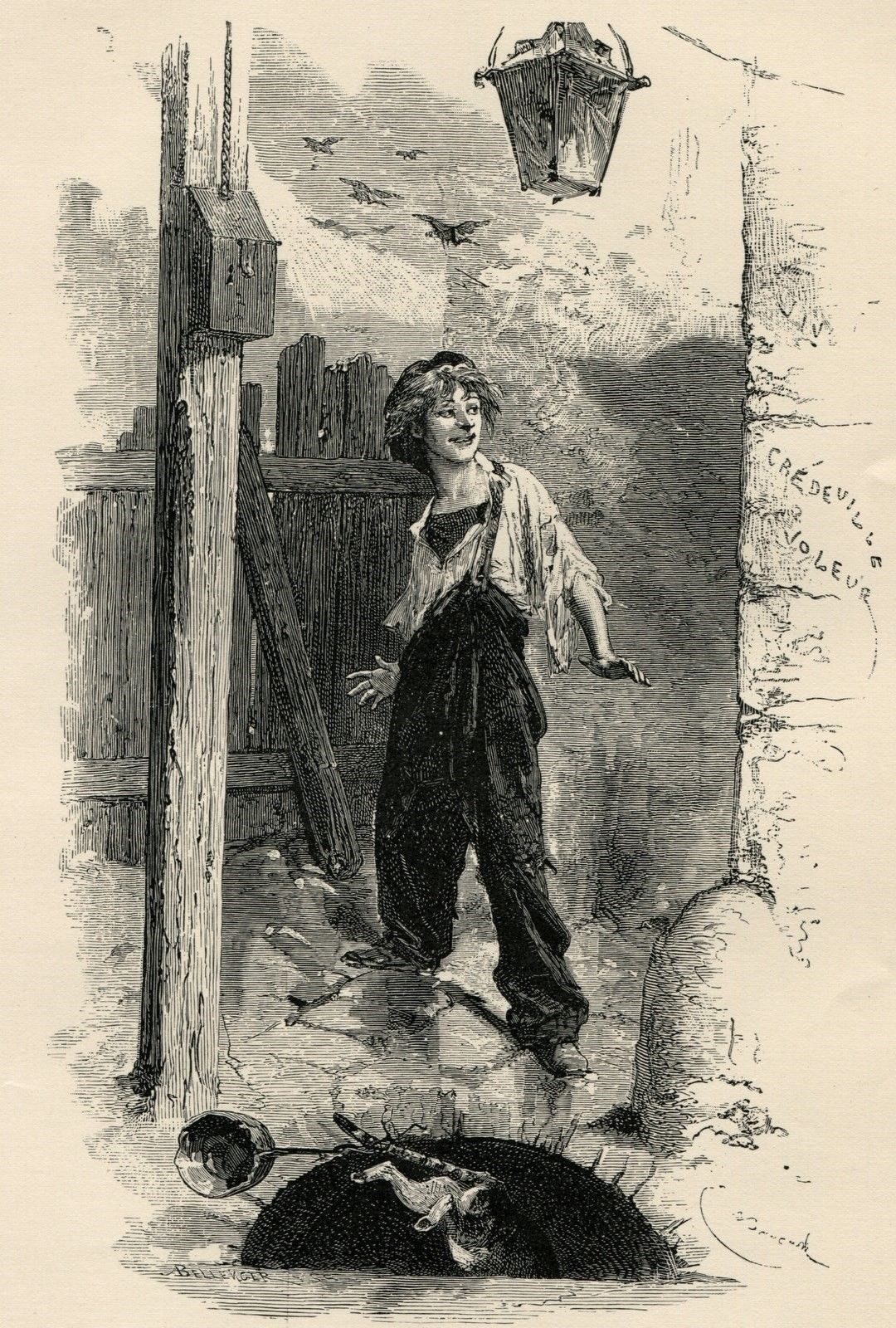
Postać Gavroche’a w wizji Emila Bayarda (1837-1891)

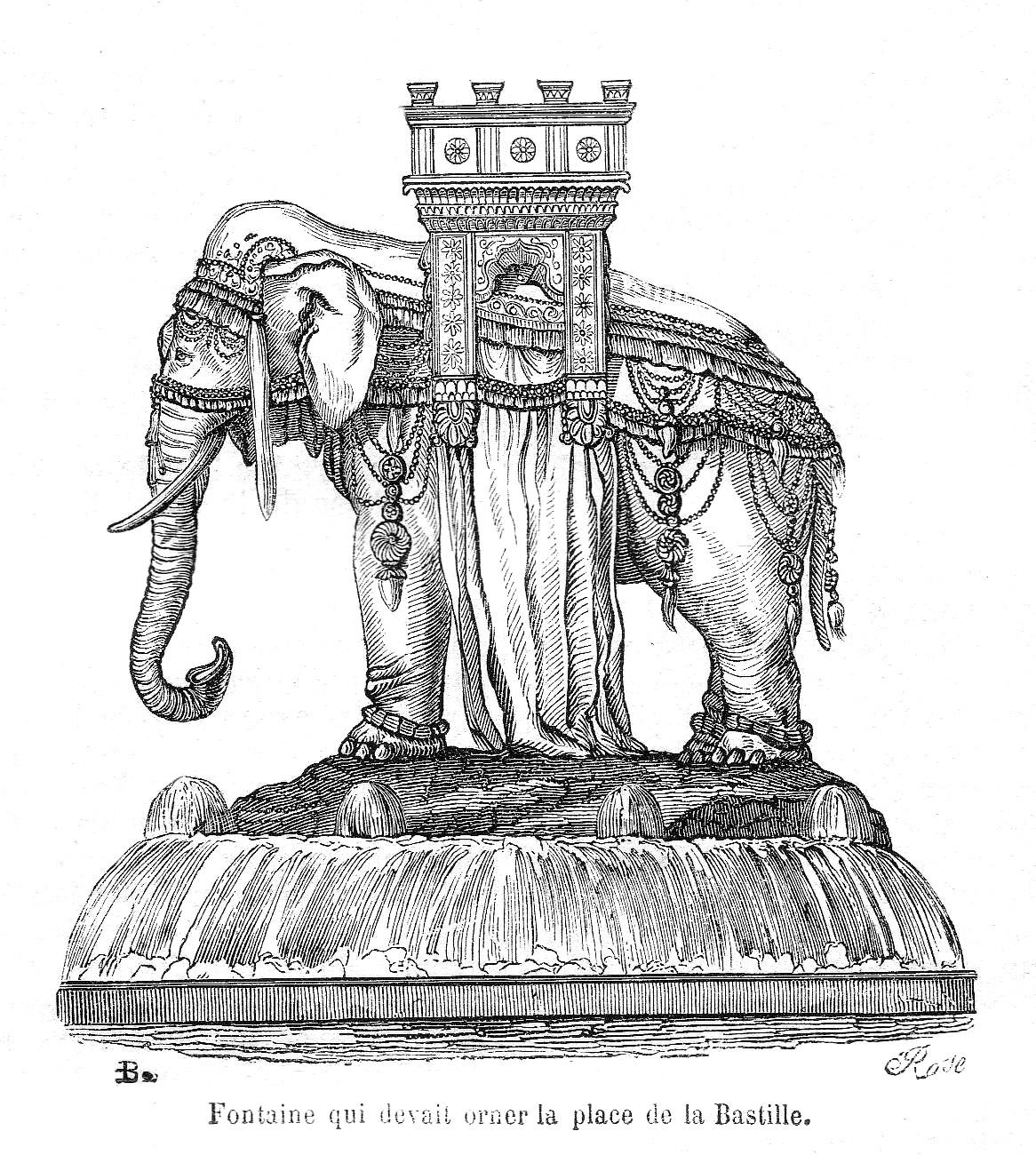
Słoń, w którym mieszkał Gavroche

Gavroche – fikcyjna postać z powieści Wiktora Hugo Nędznicy.

## Biografia bohatera
Gavroche urodził się w Montfermeil, był synem oberżysty Thénardiera i jego żony. Jako dwunastoletni chłopiec żył na ulicy; nocował w zdewastowanej rzeźbie słonia na placu Bastylii. Zaradny i pełen optymizmu, kierował się w swoim postępowaniu poczuciem sprawiedliwości i dobrocią – zaopiekował się dwoma przypadkowo napotkanymi chłopcami (nie wiedząc, że to jego bracia), zabrał bandycie Montparnasse’owi skradzioną sakiewkę, by podarować ją ubogiemu panu Mabeuf.
W czasie republikańskiego powstania w 1832 Gavroche dołączył do studentów, na których czele stał Enjolras. Rozpoznał w ich szeregach przebranego policjanta – Javerta. W pierwszym szturmie na barykadę został uratowany przez Mariusza, który, chcąc ocalić mu życie, wyprawił go z listem do Kozety. Gavroche przekazał jednak list spotkanemu na ulicy Valjeanowi i wrócił, by walczyć dalej. Usłyszawszy, że powstańcom kończy się amunicja, wybiegł przed barykadę zbierać patrony pozostałe w ładownicach zabitych gwardzistów narodowych. Zauważony przez żołnierzy, nie uciekł, lecz zbierał je dalej, śpiewając ludową piosenkę, aż do momentu, gdy został zastrzelony.

## Rola postaci w utworze
Gavroche, określany jako „atom Paryża”, jest ucieleśnieniem szczególnych cech przypisywanych przez Wiktora Hugo całemu Paryżowi: wewnętrznego niezachwianego optymizmu, woli walki o sprawiedliwość społeczną, dobroci i otwartości nawet w najtrudniejszych warunkach ekonomicznych. Postać została nakreślona z dużą dozą realizmu – Gavroche posługuje się typowym dla niższych klas społecznych słownictwem, śpiewa również – obok ułożonych przez Hugo – autentyczne paryskie piosenki z pierwszej połowy XIX wieku.
W szerszym kontekście Gavroche jest symbolem ludu w ogólności – ubogiego, lecz dobrego z natury, gotowego do poświęceń i śmierci w walce o wolność. Inspiracją dla powstania tej postaci były – wspominani zresztą na kartach utworu – m.in. „dzieci-bohaterowie” z czasów rewolucji francuskiej – Joseph Agricol Viala i Joseph Bara.

## Upamiętnienie
- W Warnie w Bułgarii działa organizacja pomagająca osobom bezdomnym o nazwie Stowarzyszenie Gavroche[1].
- Istnieje francuskojęzyczny magazyn o Tajlandii o nazwie „Gavroche”[2].
- Bułgarski poeta Christo Smirnenski napisał wiersz zatytułowany Bracia z Gavroche[3].
- Francuski browar St. Sylvestre produkuje piwo o nazwie „Gavroche” na cześć tej postaci[4].
- Istnieje kilka restauracji, które noszą tę nazwę, w tym posiadająca dwie gwiazdki Michelin restauracja Le Gavroche(inne języki) otwarta w 1967 roku, którą założyli Albert Roux i Michel Roux Sr.(inne języki), obecnie należąca do Michela Roux Jr., wzięła swoją nazwę od tej postaci.